# Quảng Ninh (provincie)
Quảng Ninh is een provincie van Vietnam.
Quảng Ninh telt 1.004.461 inwoners op een oppervlakte van 5939 km².

## Districten
Quảng Ninh verdeeld in twee steden (Hạ Long en Móng Cái) en twee thị xã's (Cẩm Phả en Uông Bí) en tien huyện:
- Ba Chẽ
- Bình Liêu
- Cô Tô
- Đầm Hà
- Đông Triều
- Hải Hà
- Hoành Bồ
- Tiên Yên
- Vân Đồn
- Yên Hưng